# اندرو مارول
اندرو مارول (انگلیسی: Andrew Marvell؛ ۳۱ مارس ۱۶۲۱ – ۱۶ اوت ۱۶۷۸) شاعر متافیزیکی و سیاست‌مدار اهل بریتانیا بود. به عنوان یکی از شاعران متافیزیکی مارول با افرادی مانند جان دان و جرج هربرت همبسته می‌باشد. مارول همکار و دوست جان میلتون بود. او در دوران انقلاب و آشوب‌های کشورش سراینده‌ای ناشناس باقی ماند. اهمیت این شاعر پس از مرگش رو به افزایش رفت و اکنون در زمرهٔ مهمترین سرایندگان سبک متافیزیکال قرار می‌گیرد. شعر «به معشوق شرمرویش» (به انگلیسی: To His Coy Mistress) از بهترین سروده‌های وی محسوب می‌شود.

## زندگینامه
اندرو مارول در روستای وینستد، ریدینگ شرقی یورک‌شر، نزدیک شهر کینگستن هال زاده شد. وی در سیزده سالگی به کالج ترینیتی، کمبریج رفت و در سال ۱۶۳۸ با مدرک کارشناسی از آنجا فارغ‌التحصیل شد. او سپس به گشت و گذار در اروپا پرداخت که تجربه‌ای غنابخش به اشعارش بود. در ۱۶۵۰ به انگلستان بازگشته و آموزگار یکی از دختران اشراف شد.
مارول در طول زندگی‌اش فقط به عنوان نویسندهٔ قطعات طنز و فکاهی به نظم و نثر اندک شهرتی داشت و سروده‌های جدی او تنها پس از مرگش به چاپ رسید. اشعار مارول اغلب آمیزه‌ای ظریف از جد و طنز است؛ به طوری که اندیشه‌ای جدی در پس کلامی در ظاهر شیطنت‌آمیز و فکاهی پنهان است.